# Anthopleura listeri
Anthopleura listeri är en havsanemonart som först beskrevs av Johnson 1861.  Anthopleura listeri ingår i släktet Anthopleura och familjen Actiniidae. Inga underarter finns listade i Catalogue of Life.